# Етел Кенеди
Етел Скакел Кенеди (енгл. Ethel Skakel Kennedy; Чикаго, 11. април 1928 — 10. октобар 2024) била је удовица америчког политичара и адвоката Роберта Френсиса „Бобија“ Кенедија.
Рођена је 11. априла 1928, у Чикагу, од оца Џорџа Скакела, оснивача Great Lakes Carbon Corporation и мајке Ен, девојачко Бренек. Посећивала је школу за девојчице Greenwich Academy, у Гринвичу, као и Convent of the Sacred Heart, у Менхетну. У септембру 1945, је Етел започела школовање у Manhattanville College, где је упознала Џејн Ен Кенеди, сестру свог будућег супруга.
Роберта је упознала за време скијашке трке на планини Mont Tremblant Resort, у Квебеку, зиме 1945. Роберт се тада забављао са Етелином сестром, Патришом, али је та веза касније прекинута. Роберт и Етел су верени фебруара 1950. а венчали су се 17. јуна, исте године. Из овог брака је Етел родила једанаесторо деце. 
Након атентата на њеног супруга 1968, Етел се више никада није удала.